# Coppa panamericana maschile under 19 di pallavolo 2019
La Coppa panamericana maschile under 19 di pallavolo 2019 si è svolta dal 24 al 29 aprile 2019 a Santo Domingo, in Repubblica Dominicana: al torneo hanno partecipato sette squadre nazionali under 19 tra nordamericane e sudamericane e la vittoria finale è andata per la prima volta a Cuba.

## Impianti
|                                                                         |  |  |
|                                                                         |  |  |
| Palacio de Voleibol Città: Santo Domingo Capienza: - Anno d'apertura: - |  |  |

## Regolamento

### Formula
Le squadre hanno disputato una prima fase a gironi con formula del girone all'italiana; al termine della prima fase:
- Le due prime classificate hanno acceduto direttamente alle semifinali;
- Le seconde e terze classificate si sono incrociate ai quarti di finale;
- Le formazioni sconfitte ai quarti di finale e alle semifinali hanno acceduto rispettivamente alla finale per il quinto e per il terzo posto;
- La formazione sconfitta nella finale per il quinto posto ha acceduto con la quarta classifica del girone A alla finale per il sesto posto;
- Le formazioni vincenti alle semifinali hanno acceduto alla finale.

### Criteri di classifica
Se il risultato finale è stato di 3-0 sono stati assegnati 5 punti alla squadra vincente e 0 a quella sconfitta, se il risultato finale è stato di 3-1 sono stati assegnati 4 punti alla squadra vincente e 1 a quella sconfitta, se il risultato finale è stato di 3-2 sono stati assegnati 3 punti alla squadra vincente e 2 a quella sconfitta.
L'ordine del posizionamento in classifica è stato definito in base a:
- Numero di partite vinte;
- Punti;
- Ratio dei set vinti/persi;
- Ratio dei punti realizzati/subiti;
- Risultati degli scontri diretti.

## Squadre partecipanti
| Squadra         | Qualificazione      | Ultima partecipazione |
| --------------- | ------------------- | --------------------- |
| Cile            | -                   | Messico 2017          |
| Cuba            | -                   | Debutto               |
| Guatemala       | -                   | Debutto               |
| Messico         | -                   | Messico 2017          |
| Nicaragua       | -                   | Messico 2017          |
| Porto Rico      | -                   | Messico 2017          |
| Rep. Dominicana | Paese organizzatore | Messico 2017          |

## Torneo

### Fase a gironi
| Girone A        | Girone B   |
| --------------- | ---------- |
| Cuba            | Cile       |
| Guatemala       | Messico    |
| Nicaragua       | Porto Rico |
| Rep. Dominicana |            |

#### Girone A

##### Risultati
| 24 aprile 2019 Palacio de Voleibol, Santo Domingo Durata: 0h:59 - Spettatori: 400 | Nicaragua       | 0 - 3 | Cuba      | 12-25, 11-25, 12-25 |
| 24 aprile 2019 Palacio de Voleibol, Santo Domingo Durata: 1h:07 - Spettatori: 500 | Rep. Dominicana | 3 - 0 | Guatemala | 25-10, 25-19, 25-17 |
| 25 aprile 2019 Palacio de Voleibol, Santo Domingo Durata: 1h:05 - Spettatori: 200 | Guatemala       | 3 - 0 | Nicaragua | 25-11, 25-23, 25-16 |
| 25 aprile 2019 Palacio de Voleibol, Santo Domingo Durata: 1h:11 - Spettatori: 500 | Rep. Dominicana | 0 - 3 | Cuba      | 15-25, 17-25, 16-25 |
| 26 aprile 2019 Palacio de Voleibol, Santo Domingo Durata: 1h:04 - Spettatori: 300 | Cuba            | 3 - 0 | Guatemala | 25-12, 25-21, 25-15 |
| 26 aprile 2019 Palacio de Voleibol, Santo Domingo Durata: 1h:08 - Spettatori: 500 | Rep. Dominicana | 3 - 0 | Nicaragua | 25-7, 25-20, 25-20  |

##### Classifica
| Pos | Squadra         | Pt | G | V | P | SV | SP | Ratio | PF  | PS  | Ratio |
| --- | --------------- | -- | - | - | - | -- | -- | ----- | --- | --- | ----- |
| 1   | Cuba            | 15 | 3 | 3 | 0 | 9  | 0  | MAX   | 225 | 130 | 1,730 |
| 2   | Rep. Dominicana | 10 | 3 | 2 | 1 | 6  | 3  | 2,000 | 198 | 168 | 1,178 |
| 3   | Guatemala       | 5  | 3 | 1 | 2 | 3  | 6  | 0,500 | 168 | 200 | 0,840 |
| 4   | Nicaragua       | 0  | 3 | 0 | 3 | 0  | 9  | 0,000 | 132 | 225 | 0,586 |

#### Girone B

##### Risultati
| 24 aprile 2019 Palacio de Voleibol, Santo Domingo Durata: 2h:06 - Spettatori: 500 | Porto Rico | 1 - 3 | Cile       | 25-23, 19-25, 21-25, 24-26 |
| 25 aprile 2019 Palacio de Voleibol, Santo Domingo Durata: 1h:49 - Spettatori: 300 | Cile       | 1 - 3 | Messico    | 25-20, 22-25, 16-25, 15-25 |
| 26 aprile 2019 Palacio de Voleibol, Santo Domingo Durata: 1h:23 - Spettatori: 500 | Messico    | 3 - 1 | Porto Rico | 25-21, 25-19, 21-25, 25-20 |

##### Classifica
| Pos | Squadra    | Pt | G | V | P | SV | SP | Ratio | PF  | PS  | Ratio |
| --- | ---------- | -- | - | - | - | -- | -- | ----- | --- | --- | ----- |
| 1   | Messico    | 8  | 2 | 2 | 0 | 6  | 2  | 3,000 | 191 | 163 | 1,171 |
| 2   | Cile       | 5  | 2 | 1 | 1 | 4  | 4  | 1,000 | 177 | 184 | 0,961 |
| 3   | Porto Rico | 2  | 2 | 0 | 2 | 2  | 6  | 0,333 | 174 | 195 | 0,892 |

### Fase finale
|  | Quarti          | Quarti          |         |      | Semifinali         | Semifinali         |  |  | Finale 1º/2º posto | Finale 1º/2º posto |
|  |                 |                 |         |      |                    |                    |  |  |                    |                    |
|  |                 |                 |         |      |                    |                    |  |  |                    |                    |
|  |                 |                 |         |      |                    |                    |  |  |                    |                    |
|  | -               | -               |         |      |                    |                    |  |  |                    |                    |
|  | -               | -               |         |      |                    |                    |  |  |                    |                    |
|  | -               | -               |         |      |                    |                    |  |  |                    |                    |
|  | -               | -               | Cuba    | 3    |                    |                    |  |  |                    |                    |
|  |                 |                 | Cuba    | 3    |                    |                    |  |  |                    |                    |
|  |                 | Cile            | 0       |      |                    |                    |  |  |                    |                    |
|  | Cile            | Cile            | 0       | 3    |                    |                    |  |  |                    |                    |
|  | Cile            |                 |         | 3    |                    |                    |  |  |                    |                    |
|  | Guatemala       | 0               |         |      |                    |                    |  |  |                    |                    |
|  | Guatemala       | 0               | Cuba    | 3    |                    |                    |  |  |                    |                    |
|  |                 |                 | Cuba    | 3    |                    |                    |  |  |                    |                    |
|  |                 | Messico         | 0       |      |                    |                    |  |  |                    |                    |
|  | -               | Messico         | 0       | -    |                    |                    |  |  |                    |                    |
|  | -               |                 |         | -    |                    |                    |  |  |                    |                    |
|  | -               | -               |         |      |                    |                    |  |  |                    |                    |
|  | -               | -               | Messico | 3    | Finale 3º/4º posto | Finale 3º/4º posto |  |  |                    |                    |
|  |                 |                 | Messico | 3    | Finale 3º/4º posto | Finale 3º/4º posto |  |  |                    |                    |
|  |                 | Rep. Dominicana | 1       |      |                    |                    |  |  |                    |                    |
|  | Rep. Dominicana | Rep. Dominicana | 1       | 3    | Rep. Dominicana    | 3                  |  |  |                    |                    |
|  | Rep. Dominicana |                 |         | 3    | Rep. Dominicana    | 3                  |  |  |                    |                    |
|  | Porto Rico      | 2               |         | Cile | 1                  |                    |  |  |                    |                    |
|  | Porto Rico      | 2               |         |      | 1                  |                    |  |  |                    |                    |
|  |                 |                 |         |      |                    |                    |  |  |                    |                    |
|  |                 |                 |         |      |                    |                    |  |  |                    |                    |

#### Quarti di finale
| 27 aprile 2019 Palacio de Voleibol, Santo Domingo Durata: 1h:13 - Spettatori: 200 | Cile            | 3 - 0 | Guatemala  | 25-22, 25-12, 25-15               |
| 27 aprile 2019 Palacio de Voleibol, Santo Domingo Durata: 2h:31 - Spettatori: 500 | Rep. Dominicana | 3 - 2 | Porto Rico | 17-25, 21-25, 27-25, 25-23, 15-12 |

#### Finale 5º posto
| 28 aprile 2019 Palacio de Voleibol, Santo Domingo Durata: 1h:21 - Spettatori: 200 | Guatemala | 0 - 3 | Porto Rico | 21-25, 19-25, 21-25 |

#### Semifinali
| 28 aprile 2019 Palacio de Voleibol, Santo Domingo Durata: 1h:48 - Spettatori: 600 | Messico | 3 - 1 | Rep. Dominicana | 25-27, 25-21, 25-9, 25-21 |
| 28 aprile 2019 Palacio de Voleibol, Santo Domingo Durata: 1h:25 - Spettatori: 300 | Cuba    | 3 - 0 | Cile            | 25-11, 25-21, 25-20       |

#### Finale 6º posto
| 29 aprile 2019 Palacio de Voleibol, Santo Domingo Durata: 1h:40 - Spettatori: 100 | Nicaragua | 1 - 3 | Guatemala | 22-25, 17-25, 25-17, 17-25 |

#### Finale 3º posto
| 29 aprile 2019 Palacio de Voleibol, Santo Domingo Durata: 2h:05 - Spettatori: 500 | Rep. Dominicana | 3 - 1 | Cile | 25-22, 22-25, 25-16, 26-24 |

#### Finale
| 29 aprile 2019 Palacio de Voleibol, Santo Domingo Durata: 1h:19 - Spettatori: 500 | Messico | 0 - 3 | Cuba | 18-25, 24-26, 19-25 |

## Classifica finale
| Pos     | Squadra         | Rosa |
| ------- | --------------- | --- |
| Oro     | Cuba            | Formazione: 1 Gutiérrez, 2 Thondike, 6 Chirino, 7 Gómez, 10 Bolaños, 11 Ibar, 12 González, 13 Valle, 14 Allen, 16 Ramírez, 19 Andreu, 20 Hernández, CT: Izquierdo                  |
| Argento | Messico         | Formazione: 1 Jáuregui, 2 Molina, 3 Alcaraz, 5 de la Riva, 6 J. López, 9 L. Hernández, 10 L. López, 11 Zambrano, 13 González, 14 Martínez, 15 F. Hernández, 19 Fletes, CT: Alarcón |
| Bronzo  | Rep. Dominicana | Formazione: 1 Edouard, 2 Jorge, 3 Florián, 5 Muñóz, 6 Turbides, 8 Cerda, 9 Capellán, 10 Urbáez, 12 Jaquez, 13 Montero, 14 Herrera, 15 Méndez, CT: Rodríguez                        |
| 4       | Cile            | Formazione: 2 Ibarra, 3 Quintero, 4 Orrego, 5 Acevedo, 6 Borgstedt, 7 Derpich, 8 Cuellar, 9 Valenzuela, 12 Corbella, 15 Fuentes, 17 Bravo, 23 Vattier, CT: Villarreal              |
| 5       | Porto Rico      | Formazione: 2 Ramírez, 5 Negrón, 6 Hernández, 7 Adames, 9 Rosich, 10 Meléndez, 11 Marín, 13 Marxuach, 14 Pantoja, 16 Rivera, 17 Soto, CT: Albarrán                                 |
| 6       | Guatemala       | Formazione: 1 Gamboa, 4 Hoil, 6 Caballeros, 7 Alvarado, 8 Ralón, 9 Zúñiga, 12 Ismalej, 15 Hernández, 17 González, 18 Villagrán, 19 Carrillo, CT: Lucas                             |
| 7       | Nicaragua       | Formazione: 1 Galo, 2 Arauz, 3 Balmaceda, 4 Lozano, 5 Carcache, 6 Zamora, 7 Oporta, 8 Gómez, 9 Cerda, 10 Sandoval, 11 Díaz, 12 Huerta, CT: Mena                                    |

|  |  | Qualificate al campionato mondiale under 19 2019. |

## Premi individuali
| Premio                | Nome               | Squadra         |
| --------------------- | ------------------ | --------------- |
| MVP                   | José Gutiérrez     | Cuba            |
| Miglior realizzatore  | Fuhit Edouard      | Rep. Dominicana |
| Miglior servizio      | José Gutiérrez     | Cuba            |
| Miglior difesa        | Jordan Carcache    | Nicaragua       |
| Miglior ricevitore    | Gabriel Pantoja    | Porto Rico      |
| Miglior palleggiatore | Christian Thondike | Cuba            |
| Miglior opposto       | Eduardo Hernández  | Cuba            |
| Miglior schiacciatore | Víctor Andreu      | Cuba            |
| Miglior schiacciatore | José Gutiérrez     | Cuba            |
| Miglior centrale      | Luis Allen         | Cuba            |
| Miglior centrale      | Dawilin Méndez     | Rep. Dominicana |
| Miglior libero        | Ricardo Gómez      | Cuba            |